# Węzeł autostradowy Hannover-Ost
Węzeł autostradowy Hannover-Ost (niem. Autobahnkreuz Hannover-Ost, AK Hannover-Ost, Kreruz Hannover-Ost) – węzeł drogowy na skrzyżowaniu autostrad federalnych A2 (Oberhausen — Hannover — Berlin; część trasy europejskiej E30) i A7 (Flensburg — Kassel — Füssen; część trasy europejskiej E45) w kraju związkowym Dolna Saksonia w Niemczech. Nazwa pochodzi od miasta Hanower, znajdującego się w bezpośrednim sąsiedztwie węzła.
Posiada podwójną numerację – 48 w ciągu A2 i 57 w ciągu A7.

## Położenie
Węzeł znajduje się 10 km na północny wschód od centrum Hanoweru, około 250 km na zachód od Berlina i około 130 km na południe od Hamburga. Stanowi ważne połączenie dwóch głównych osi transportowych wschód-zachód (A2, Holandia — Polska) i północ-południe (A7, Dania — Austria).

## Historia
Węzeł otwarto w 1962 roku i ówcześnie nosił nazwę Misburg Kreuz. Do lat 80. stanowił skrzyżowanie dróg międzynarodowych E4 i E8.

## Opis
Obie autostrady w rejonie węzła są sześciopasowe – posiadają dwie jezdnie po trzy pasy ruchu oraz wydzielone dwupasowe jezdnie zbiorczo-rozprowadzające. Zainstalowano na nich także dynamiczne oznakowanie podające informacje o utrudnieniach. Obiekt zbudowano jako klasyczną koniczynkę, a wszystkie łącznice są dwupasowe.

## Natężenie ruchu
| Z                            | Do                         | Średnie dzienne natężenie | Średnie dzienne natężenie | Średnie dzienne natężenie | Udział ruchu ciężkiego | Udział ruchu ciężkiego | Udział ruchu ciężkiego |
| Z                            | Do                         | 2005                      | 2010                      | 2015                      | 2005                   | 2010                   | 2015                   |
| ---------------------------- | -------------------------- | ------------------------- | ------------------------- | ------------------------- | ---------------------- | ---------------------- | ---------------------- |
| AK Hannover-Buchholz (A 2)   | AK Hannover-Ost            | 80 700                    | 83 400                    | 87 000                    | 17,1 %                 | 20,8 %                 | 20,3 %                 |
| AK Hannover-Ost              | AS Lehrte (A 2)            | 96 700                    | 89 900                    | 92 600                    | 19,0 %                 | 24,2 %                 | 20,5 %                 |
| AK Hannover/Kirchhorst (A 7) | AK Hannover-Ost            | 58 700                    | 58 100                    | 69 500                    | 16,5 %                 | 15,0 %                 | 17,9 %                 |
| AK Hannover-Ost              | AS Hannover-Anderten (A 7) | 63 300                    | 61 900                    | 68 300                    | 14,3 %                 | 16,2 %                 | 16,3 %                 |